# Constance Zimmer
Constance Zimmer (Seattle, 11 de outubro de 1970) é uma atriz norte-americana. É conhecida por interpretar Dana Gordon na série de televisão Entourage (2005–2011), Claire Simms na série de televisão Boston Legal (2006–2007). Passou a aparecer em muitas séries de televisão notáveis como Love Bites (2011) e House of Cards (2013–2018).
Zimmer ganhou reconhecimento por seu papel na série de televisão UnREAL (2015–2018), como Quinn King, pela qual recebeu um Critics' Choice Television Award e uma indicação ao Emmy Award em 2016.

## Biografia
Zimmer nasceu em Seattle, Washington, filha de pais imigrantes alemães da antiga Prússia Oriental. Ela fala alemão fluentemente, embora seus pais falassem inglês com ela quando criança, ela passava seis semanas de cada verão na Alemanha, com sua avó que só falava alemão. Zimmer decidiu seguir uma carreira de atriz depois que se apaixonou pelo ofício no curso de teatro do ensino médio. Após o colegial, ela foi aceita na American Academy of Dramatic Arts em Pasadena.

## Carreira
Depois de estrelar em vários comerciais na década de 1990, principalmente para a marca Duracell, ela começou a fazer aparições em séries como Ellen, Seinfeld, The X-Files e Beverly Hills, 90210 e The Wayans Bros. Durante esse mesmo período, ela foi fez alguns filmes independentes.
Zimmer conseguiu seu primeiro papel regular na série Good Morning, Miami, como a preguiçosa e cansada assistente de escritório Penny Barrington. Depois que a série foi cancelada, ela entrou na segunda temporada de Joan of Arcadia como Lilly Waters, uma ex-freira, além de protagonizar episódios de NYPD Blue. Em 2005, Zimmer começou a interpretar Dana Gordon, uma executiva de estúdio na série Entourage da HBO, personagem que interpretou até 2011. Depois ela estrelou a série Love Bites como Colleen Rouscher e fez uma aparição em Royal Pains, interpretando o psiquiatra Dr. Abby Burton. Em 2013, ela participou de cinco episódios da série médica Grey's Anatomy como Dr. Alana Cahill.
Em 2014, ela foi escalada para o papel de Quinn King na série do Lifetime UnREAL.  Tanto o programa quanto o desempenho de Zimmer receberam elogios da crítica. Por sua atuação, ela ganhou um Critics' Choice Television Award e recebeu uma indicação para o Emmy Award de Melhor Atriz Coadjuvante em Série de Drama.
Em 2015, ela teve um papel recorrente na terceira temporada da série de super-heróis da Marvel Agents of SHIELD, como Rosalind Price.

## Vida pessoal
Zimmer foi casada com o artista de efeitos especiais Steve Johnson, que ela conheceu ao trabalhar em um comercial de TV da Duracell no final dos anos 90. O casamento chegou ao fim em 2001. 
Em 5 de janeiro de 2008, Zimmer deu à luz a uma filha, Colette Zoe, cujo pai é o diretor de televisão Russ Lamoureux. Em 20 de junho de 2010, foi anunciado que Zimmer e Lamoureux estavam noivos. Eles se casaram em outubro do mesmo ano.

## Filmografia

### Filmes
| Ano  | Filme                       | Personagem                    | Notas              |
| ---- | --------------------------- | ----------------------------- | ------------------ |
| 1993 | The Day My Parents Ran Away | Garota na Linha               | Telefilme          |
| 1997 | Quicksilver Highway         | Paciente                      | Telefilme          |
| 1998 | Senseless                   | Zestfully Clean Woman         |                    |
| 1999 | Warm Blooded Killers        | Vicky Portenza                |                    |
| 2000 | Spin Cycle                  | Echo                          |                    |
| 2001 | Farewell, My Love           | Kyle                          |                    |
| 2002 | Home Room                   | Assistente Kelly              |                    |
| 2003 | Mystery Woman               | Cassie Tilman / Cassie Thomas | Telefilme Hallmark |
| 2007 | The Hammer                  | Nicole                        |                    |
| 2008 | Chaos Theory                | Peg the Teacher               |                    |
| 2008 | AmericanEast                | The Director                  |                    |
| 2011 | Demoted                     | Elizabeth Holland             |                    |
| 2012 | The Babymakers              | Mona                          |                    |
| 2015 | Entourage                   | Dana Gordon                   |                    |
| 2015 | Results                     | Mandy                         |                    |
| 2015 | Run the Tide                | Lola                          |                    |
| 2019 | Wonder Woman: Bloodlines    | Veronica Cale                 | Dublagem           |

### Televisão
| Ano                   | Programa                            | Personagem                         | Notas                                               |
| --------------------- | ----------------------------------- | ---------------------------------- | --------------------------------------------------- |
| 1994                  | Babylon 5                           | Paciente                           | Episódio: "The Quality of Mercy"                    |
| 1997                  | Ellen                               | Riot Girl                          | Episódio: "Just Coffee?"                            |
| 1997                  | Unhappily Ever After                | LaVerne                            | Episódio: "Tiffany, the Home Wrecker"               |
| 1998                  | Seinfeld                            | Garçonete                          | Episódio: "The Wizard"                              |
| 1998                  | Jenny                               | Kaleigh                            | Episódio: "A Girl's Gotta Come through in a Clutch" |
| 1998                  | Diagnosis: Murder                   | Lisa Blake                         | Episódio: "An Education in Murder"                  |
| 1998                  | Beverly Hills, 90210                | Millie                             | Episódio: "Reunion"                                 |
| 1998                  | The Wayans Bros.                    | Vanessa                            | 2 episódios                                         |
| 1998                  | Felicity                            | Girl                               | Episódio: "The Last Stand"                          |
| 1998                  | The King of Queens                  | Jenny                              | Episódio: "Fixer Upper"                             |
| 1998–1999             | Hyperion Bay                        | Desconhecido                       | 2 episódios                                         |
| 1999                  | Chicago Hope                        | Dana                               | Episódio: "A Goy and His Dog"                       |
| 2000                  | The X-Files                         | Phoebe                             | Episódio: "First Person Shooter"                    |
| 2000                  | Rude Awakening                      | Sandi                              | Episódio: "Star 80 Proof"                           |
| 2000                  | Providence                          | Megan                              | 2 episódios                                         |
| 2000–2001             | The Trouble with Normal             | Kristen                            | 4 episódios                                         |
| 2002                  | My Guide to Becoming a Rock Star    | Siobahn! Ross                      | 3 episódios                                         |
| 2002–2004             | Good Morning, Miami                 | Penelope "Penny" Barnes Barrington | 40 episódios                                        |
| 2004                  | NYPD Blue                           | Zoe Prentiss                       | Episódio: "Dress for Success"                       |
| 2004–2005             | Joan of Arcadia                     | Lilly Watters                      | 11 episódios                                        |
| 2005–2006             | Out of Practice                     | Naomi                              | 2 episódios                                         |
| 2005–2011             | Entourage                           | Dana Gordon                        | 21 episódios                                        |
| 2006                  | In Justice                          | Brianna                            | 13 episódios                                        |
| 2006–2007             | Boston Legal                        | Claire Simms                       | 23 episódios                                        |
| 2007                  | Notes from the Underbelly           | Kelly                              | Episódio: "Oleander"                                |
| 2009                  | Pushing Daisies                     | Coco Juniper                       | Episódio: "Window Dressed to Kill"                  |
| 2009                  | The New Adventures of Old Christine | Amy Hunter                         | 2 episódios                                         |
| 2011                  | Love Bites                          | Colleen Rouscher                   | 7 episódios                                         |
| 2011                  | Royal Pains                         | Dr. Abby Burton                    | Episódio: "A Little Art, A Little Science"          |
| 2013                  | Grey's Anatomy                      | Dr. Alana Cahill                   | 5 episódios                                         |
| 2013                  | The Newsroom                        | Taylor Warren                      | 5 episódios                                         |
| 2013–2014, 2016, 2018 | House of Cards                      | Janine Skorsky                     | 19 episódios                                        |
| 2014                  | Hot in Cleveland                    | Lilly                              | Episódio: "Stayin' Alive"                           |
| 2015–2017             | Transformers: Robots in Disguise    | Strongarm, Filch                   | Dublagem                                            |
| 2015–2018             | UnREAL                              | Quinn King                         | 38 episódios                                        |
| 2015                  | Agents of S.H.I.E.L.D.              | Rosalind Price                     | 8 episódios                                         |
| 2016                  | Better Things                       | Ela mesma                          | Episódio: "Sam/Pilot"                               |
| 2016                  | BoJack Horseman                     | Skinny Gina/Lindsey                | 3 episódios; Dublagem                               |
| 2017                  | Angie Tribeca                       | Detetive Goldstein                 | Episódio: "Hey, I'm Solvin' Here!"                  |
| 2018                  | RuPaul's Drag Race: All Stars       | Ela mesma                          | Episódio: "The Bitchelor"                           |
| 2018                  | Mom                                 | Professora Stevens                 | Episódio: "Ambulance chasers and a Babbling Brook"  |
| 2018–2019             | A Million Little Things             | Jeri Huntington                    | 3 episódios                                         |
| 2019–2020             | Shameless                           | Claudia Nicolo                     | 5 episódios                                         |
| 2020                  | Condor                              | Robin Larkin                       | 6 episódios                                         |

## Prêmios e indicações
| Ano  | Premiação                             | Categoria                                                          | Trabalho                         | Resultado |
| ---- | ------------------------------------- | ------------------------------------------------------------------ | -------------------------------- | --------- |
| 2008 | 14th Screen Actors Guild Awards       | Melhor Performance de um Elenco em Série de Drama (compartilhado)  | Boston Legal                     | Indicado  |
| 2016 | 6th Critics' Choice Television Awards | Melhor Atriz Coadjuvante em Série de Drama                         | UnReal                           | Venceu    |
| 2016 | 20th OFTA Television Awards           | Melhor Atriz Coadjuvante em Série de Drama                         | UnReal                           | Indicado  |
| 2016 | 14th Gold Derby Awards                | Melhor Atriz Coadjuvante em Série de Drama                         | UnReal                           | Indicado  |
| 2016 | 68th Primetime Emmy Awards            | Melhor Atriz Coadjuvante em Série de Drama                         | UnReal                           | Indicado  |
| 2016 | 5th BTVA Voice Acting Awards          | Melhor Elenco Vocal em uma Nova Série de Televisão (compartilhado) | Transformers: Robots in Disguise | Venceu    |
| 2017 | 6th BTVA Voice Acting Awards          | Melhor Elenco Vocal em uma Nova Série de Televisão (compartilhado) | Transformers: Robots in Disguise | Indicado  |
| 2017 | 7th Critics' Choice Television Awards | Melhor Atriz Coadjuvante em Série de Drama                         | UnReal                           | Indicado  |